# Камирак
Камирак (фр. Camurac) насеље је и општина у јужној Француској у региону Лангдок-Русијон, у департману Од која припада префектури Лиму.
По подацима из 2011. године у општини је живело 115 становника, а густина насељености је износила 9,91 становника/km². Општина се простире на површини од 11,61 km². Налази се на средњој надморској висини од 1200 метара (максималној 1.764 m, а минималној 1.134 m).

## Демографија
| 1962. | 1968. | 1975. | 1982. | 1990. | 1999. | 2011. |
| ----- | ----- | ----- | ----- | ----- | ----- | ----- |
| 141   | 160   | 176   | 134   | 149   | 132   | 115   |

График промене броја становника у току последњих година